# 권시의 묘
권시의 묘(權諰의 墓)는 대전광역시 서구 탄방동에 있는 조선시대 권시(權諰, 1604년~1672년)의 무덤이다. 2008년 8월 22일 대전광역시의 문화재자료 제51호로 지정되었다.

## 개요
탄옹 권시의 묘는 우암 송시열, 동춘당 송준길, 초려 이유태 등과 함께 이 고장의 대표적인 예학자 중 한분의 묘로 1700년(숙종 26) 11월에 지금의 탄방동 묘역으로 이장하였다.
이장을 거쳤지만 묘역의 석물들이 유래가 확실하고 보존 상태도 양호하며 조선 중기의 양식을 잘 보여준다.

## 같이 보기
- 권시

## 참고 자료
- 권시의 묘 - 국가유산청 국가유산포털